# ديانا زاغاينوفا
ديانا زاجينوفا' (من مواليد 20 يونيو 1997 في فيلنيوس، ليتوانيا) هي لاعبة العاب من ليتوانيا متخصصة في القفز الثلاثي. في 30 يونيو 2019 في لا شو دو فون، حطمت ديانا الرقم القياسي الليتواني بعلامة 14.43 م (+ 1.8 م / ث). حسنت أفضل رقم لديها شخصيًا بمقدار 30 سم وأضافت 17 سنتيمترات إلى الرقم القياسي الوطني السابق الذي سجله دوفيله دزيندزاليتايته قبل 12 يومًا.